# Mia

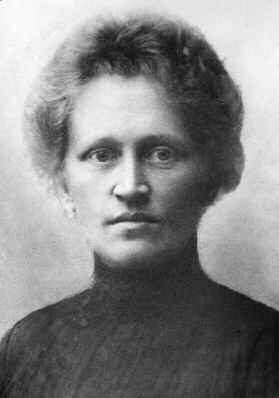
Mia Green cirka 1900.

Mia är ett kvinnonamn, en kortform för flera namn, bland annat Maria. I Sverige fanns det 2006 (den 31 december) 5933 kvinnor med förnamnet Mia. Av dessa har 4424 namnet Mia som tilltalsnamn/förstanamn. Kvinnor som egentligen heter Maria, Marie, Marianne eller liknande har ibland Mia som smeknamn.
1986-1992 var dess namnsdag 28 november och 1993-2000 var det 2 februari i Sverige. 2001 utgick det ur almanackan. I den finlandssvenska namnsdagslängden har Mia namnsdag 30 april sedan 1995.

## Personer med namnet Mia
- Mia Adolphson som var värdinna för diskotek Mia
- Mia Couto, moçambikisk författare
- Mia Farrow, amerikansk skådespelerska
- Mia Green, svensk fotograf
- Mia Kihl, svensk röstskådespelerska
- Mia Kirshner, kanadensisk skådespelerska
- Mia Brunell Livfors, svensk affärskvinna
- Mia Skäringer, svensk skådespelerska m.m.
- Mia Stadig, svensk skidskytt
- Mia Törnblom, svensk föreläsare m.m.
- Mia Wasikowska, australisk skådespelerska